# Władysława Szulakiewicz
Władysława Szulakiewicz – polska pedagog, profesor nauk humanistycznych, specjalność naukowa: historia wychowania.

## Życiorys
W 1992 na Wydziale Nauk Historycznych i Pedagogicznych Uniwersytetu Wrocławskiego na podstawie rozprawy pt. Działalność i dorobek pedagogiczny Władysława Seredyńskiego (1841–1893) uzyskała stopień doktora nauk humanistycznych dyscyplina: pedagogika specjalność: pedagogika. W 2001 na Wydziale Humanistycznym Uniwersytetu Mikołaja Kopernika w Toruniu na podstawie dorobku naukowego oraz monografii pt. Historia oświaty i wychowania w Polsce 1918–1939. Studium historiograficzne otrzymała stopień doktora habilitowanego nauk humanistycznych dyscyplina: pedagogika specjalność: historia oświaty i wychowania. W 2007 nadano jej tytuł profesora nauk humanistycznych.
Została profesorem zwyczajnym Wydział Nauk Pedagogicznych UMK i kierownikiem Katedry Historii Myśli Pedagogicznej. Była zatrudniona w Instytucie Pedagogiki Uniwersytetu Rzeszowskiego.
Weszła w skład prezydium Komitetu Nauk Pedagogicznych PAN i Centralnej Komisji do Spraw Stopni i Tytułów.
W 2019 została członkiem Rady Doskonałości Naukowej I kadencji.